# Crooked Teeth (альбом)
Crooked Teeth — девятый студийный альбом американской рок группы Papa Roach. Релиз состоялся 19 мая 2017 года под лейблом Eleven Seven Music. Второй сингл «Help» был выпущен 17 февраля 2017 года и попал в топ Billboard Mainstream Rock Songs в апреле 2017 года.
Альбом дебютировал на 20-м месте в the Billboard 200 и на первом в Top Hard Rock Albums, продав 23 000 эквивалентных единиц, из которых 18 000 чистые продажи.

## Об альбоме
Альбом отмечает возвращение к звуку 2000-х, а именно к двум альбомом Infest (2000) и Lovehatetragedy (2002) и использованию рэпа.

## Список композиций
| №                   | Название                                             | Длительность |
| ------------------- | ---------------------------------------------------- | ------------ |
| 1.                  | «Break the Fall»                                     | 3:10         |
| 2.                  | «Crooked Teeth»                                      | 3:03         |
| 3.                  | «My Medication»                                      | 3:15         |
| 4.                  | «Born for Greatness»                                 | 3:47         |
| 5.                  | «American Dreams»                                    | 3:23         |
| 6.                  | «Periscope» (featuring Skylar Grey)                  | 3:36         |
| 7.                  | «Help»                                               | 3:34         |
| 8.                  | «Sunrise Trailer Park» (featuring Machine Gun Kelly) | 3:47         |
| 9.                  | «Traumatic»                                          | 2:48         |
| 10.                 | «None of the Above»                                  | 3:30         |
| Общая длительность: | Общая длительность:                                  | 33:53        |

| №                   | Название            | Длительность |
| ------------------- | ------------------- | ------------ |
| 11.                 | «Ricochet»          | 3:12         |
| 12.                 | «Nothing»           | 3:47         |
| 13.                 | «Bleeding Through»  | 3:23         |
| Общая длительность: | Общая длительность: | 44:15        |

## Позиции в чартах
| Чарт (2017)                           | Позиция |
| ------------------------------------- | ------- |
| Австралия (ARIA)                      | 18      |
| Австрия (Ö3 Austria)                  | 6       |
| Бельгия/Фландрия (Ultratop)           | 46      |
| Бельгия/Валлония (Ultratop)           | 56      |
| Канада (Canadian Albums Chart)        | 14      |
| Франция (SNEP)                        | 191     |
| Германия (Offizielle Top 100)         | 6       |
| New Zealand Heatseekers Albums (RMNZ) | 3       |
| Шотландия (Scottish Albums Chart)     | 18      |
| Швейцария (Schweizer Hitparade)       | 7       |
| Великобритания (UK Albums Chart)      | 20      |
| США (Billboard 200)                   | 20      |
| США (Billboard Top Hard Rock Albums)  | 1       |
| США (Billboard Top Rock Albums)       | 4       |